# ATP Challenger Tour Finals
L'ATP Challenger Tour Finals è stato un torneo maschile di tennis, giocato alla fine di ogni anno a partire dal 2011 fino al 2015, e facente parte dell'ATP Challenger Tour. Aveva un montepremi di 220 000 $.
Il torneo coinvolgeva i sette migliori tennisti dell'ATP Challenger Tour della stagione, più un giocatore invitato dal paese ospitante.
La manifestazione prevedeva la stessa formula dell'ATP World Tour Finals: otto giocatori divisi in due gruppi di quattro, tre incontri di round-robin ognuno contro gli altri tre giocatori del proprio gruppo. Dopodiché, i due giocatori con il miglior record in ogni gruppo avanzavano alle semifinali, con i vincitori che si incontrano poi in finale per determinare il campione.

## Impianti
| Località  | Anni      | Superficie         | Stadio                      | Capacità |
| --------- | --------- | ------------------ | --------------------------- | -------- |
| San Paolo | 2011–2012 | Cemento indoor     | Ginásio do Ibirapuera       | 11 000   |
| San Paolo | 2013      | Terra rossa        | Sociedade Harmonia de Tênis |          |
| San Paolo | 2014–2015 | Terra rossa indoor | Esporte Clube Pinheiros     | 1 000    |

## Albo d'oro

### Singolare
| Località                   | Anno | Campione            | Finalista               | Punteggio           |
| -------------------------- | ---- | ------------------- | ----------------------- | ------------------- |
| ATP Challenger Tour Finals |      |                     |                         |                     |
| San Paolo                  | 2011 | Cedrik-Marcel Stebe | Dudi Sela               | 6–2, 6–4            |
| San Paolo                  | 2012 | Guido Pella         | Adrian Ungur            | 6–3, 6(4)–7, 7–6(4) |
| San Paolo                  | 2013 | Filippo Volandri    | Alejandro González      | 4–6, 6–4, 6–2       |
| San Paolo                  | 2014 | Diego Schwartzman   | Guilherme Clezar        | 6–2, 6–3            |
| San Paolo                  | 2015 | Iñigo Cervantes     | Daniel Muñoz de la Nava | 6-2, 3-6, 7–6(4)    |